# Palindiona perlata
Palindiona perlata là một loài bướm đêm trong họ Noctuidae.